# 팝 에어플레이
팝 에어플레이(Pop Airplay, 메인스트림 톱 40(Mainstream Top 40), 팝 송스(Pop Songs), 톱 40/CHR(Top 40/CHR)라고도 함)는 《빌보드》지가 매주 발행하는 40곡짜리 음악 차트로, 미국 내 톱 40 라디오 방송국 패널에서 재생되는 팝 음악의 인기곡 순위를 매긴다. 순위는 미국의 대표적인 마케팅 조사 회사 자회사인 닐슨 브로드캐스트 데이터 시스템(Nielsen BDS)이 측정한 라디오 방송 재생 감지 수에 기반한다. 소비자 조사 기관인 닐슨 오디오(구 아르비트론)는 이 형식을 컨템퍼러리 히트 라디오(CHR)라고 부른다. 현재 이 차트의 1위 곡은 알렉스 워런의 〈Ordinary〉이다.